# 固穆
固穆（？—1674年），博尔济吉特氏，土默特部人，清朝蒙古王公、将领，俺答汗的玄孙，赶兔的孙子，鄂木布楚琥尔（温布）之子。
崇德四年（1639年）固穆嗣土默特右翼旗札萨克。崇德六年（1641年），随军出征明朝，围锦州，松锦之战，击败总督洪承畴援兵。八年（1643年），派遣下属布达尔跟随出征明朝。顺治三年（1646年），跟随追击苏尼特叛乱的腾机思。顺治五年（1648年），封镇国公，康熙二年（1663年），晋升为固山贝子。其子衮济斯札布、拉斯札布先后嗣爵。